# Indiah-Paige Riley
Indiah-Paige Riley (Auckland, 20 december 2001) is een voetbalspeelster uit Nieuw-Zeeland. Ze speelt als aanvaller voor Crystal Palace F.C. in de FA Women's Super League.

## Clubcarrière
Riley begon haar carrière bij The Lakes Football Club en Moreton Bay United in haar geboorteland. In 2018 stapte ze over naar de Australische voetbalclub Brisbane Roar. Voor deze club maakte Riley haar debuut op 4 november 2018 in een wedstrijd tegen Western Sydney Wanderers waarin ze als invalster mocht invallen voor Allira Tobey. In het seizoen 2019/20 werd Riley genomineerd voor jonge speelster van het jaar in de A-League Women.
In 2020 maakte Riley de overstap naar het Deense Fortuna Hjørring.
Na drie jaar in Denemarken, keerde Riley in januari 2023 terug bij Brisbane Roar waar ze een contract tot het einde van het seizoen tekende.
Op 24 augustus 2023 maakte PSV bekend Riley overgenomen te hebben van Brisbane Roar. In Eindhoven tekende Riley een contract tot medio 2025.
Op 9 september 2023 maakte Riley haar debuut voor PSV in de Vrouwen Eredivisie in een met 5-0 gewonnen thuiswedstrijd tegen Telstar. Riley mocht deze wedstrijd in de 60ste minuut invallen voor Janneke Verheijen en bekroonde haar debuut door al na drie minuten tot scoren te komen.
Na het seizoen 2024/25 verliet Riley PSV voor het naar de Super League gepromoveerde Crystal Palace F.C..

## Statistieken
| Seizoen   | Club                | Land       | Competitie              | Wedstrijden | Doelpunten |
| --------- | ------------------- | ---------- | ----------------------- | ----------- | ---------- |
| 2018-2020 | Brisbane Roar       | Australië  | A-League Women          | 20          | 3          |
| 2020-2023 | Fortuna Hjørring    | Denemarken | Elitedivisionen         | 52          | 7          |
| 2023      | Brisbane Roar       | Australië  | A-League Women          | 11          | 1          |
| 2023-2024 | PSV                 | Nederland  | Eredivisie              | 19          | 7          |
| 2024/24   | Crystal Palace F.C. | Engeland   | FA Women's Super League | 10          | 2          |
| Totaal    | Totaal              | Totaal     | Totaal                  | 112         | 20         |

Laatste update: 12 januari 2025

## Interlandcarrière
Indiah-Paige Riley speelde als jeugdinternational voor jeugdelftallen van Australië maar stapte over naar Nieuw-Zeeland. Riley werd voor het eerst opgeroepen voor Nieuw-Zeeland voor twee vriendschappelijke wedstrijden tegen Mexico en Filipijnen.
In juni 2023 werd Riley opgenomen in de selectie voor het WK 2023 waarin Nieuw-Zeeland als gastland aantrad. Na een stuntzege in de eerste groepswedstrijd tegen Noorwegen waarin Riley in de basis begon, waren een nederlaag tegen Filipijnen en een gelijkspel tegen Zwitserland niet voldoende om de volgende ronde te bereiken. Riley kwam in alle drie de wedstrijden in actie. Met Nieuw-Zeeland kwam Riley uit op de Olympische Spelen, waarin ze in de groepsfase bleef steken.